# Beckwourth (Kalifornien)
Beckwourth ist ein census-designated place (CDP) im Plumas County im US-Bundesstaat Kalifornien mit 478 Einwohnern (Stand: 2020).
Der Ort liegt im Sierra Valley, einem Hochtal in der nördlichen Sierra Nevada an der California State Route 70 (CA-70), etwa zehn Kilometer östlich von Portola. Südlich des Ortes verlaufen im Tal der Mittlere Arm des Feather Rivers und die Bahnlinie Feather River Route der Western Pacific Railroad, die auf eine Schmalspurstrecke aus den 1880er Jahren zurückgeht.
Der Ort entwickelte sich aus der Ranch von James P. Beckwourth, einem Pelzjäger und -händler in der Pionierzeit des Wilden Westens, der 1850 den östlich des Ortes gelegenen Beckwourth Pass entdeckte und den Beckwourth Trail anlegte, eine Straße über die Sierra Nevada für Siedler und Goldsucher. Beckwourth errichtete 1852 im von ihm Pleasant Valley genannten heutigen Sierra Valley eine kleine Ranch mit Hotel und Handelsstation für die Reisenden auf seiner Straße. Er lebte dort bis Ende 1858. Das letzte der drei von ihm gebauten Blockhäuser ist südwestlich des heutigen Ortes erhalten und steht unter Denkmalschutz. Dort ist ein kleines Museum zum Leben Beckwourths eingerichtet.
Beckwourth besteht heute aus dem kleinen Ortskern am Highway CA-70 und zwei neuen Wohngebieten in den Hügeln nordwestlich davon.

## Einzelnachweise

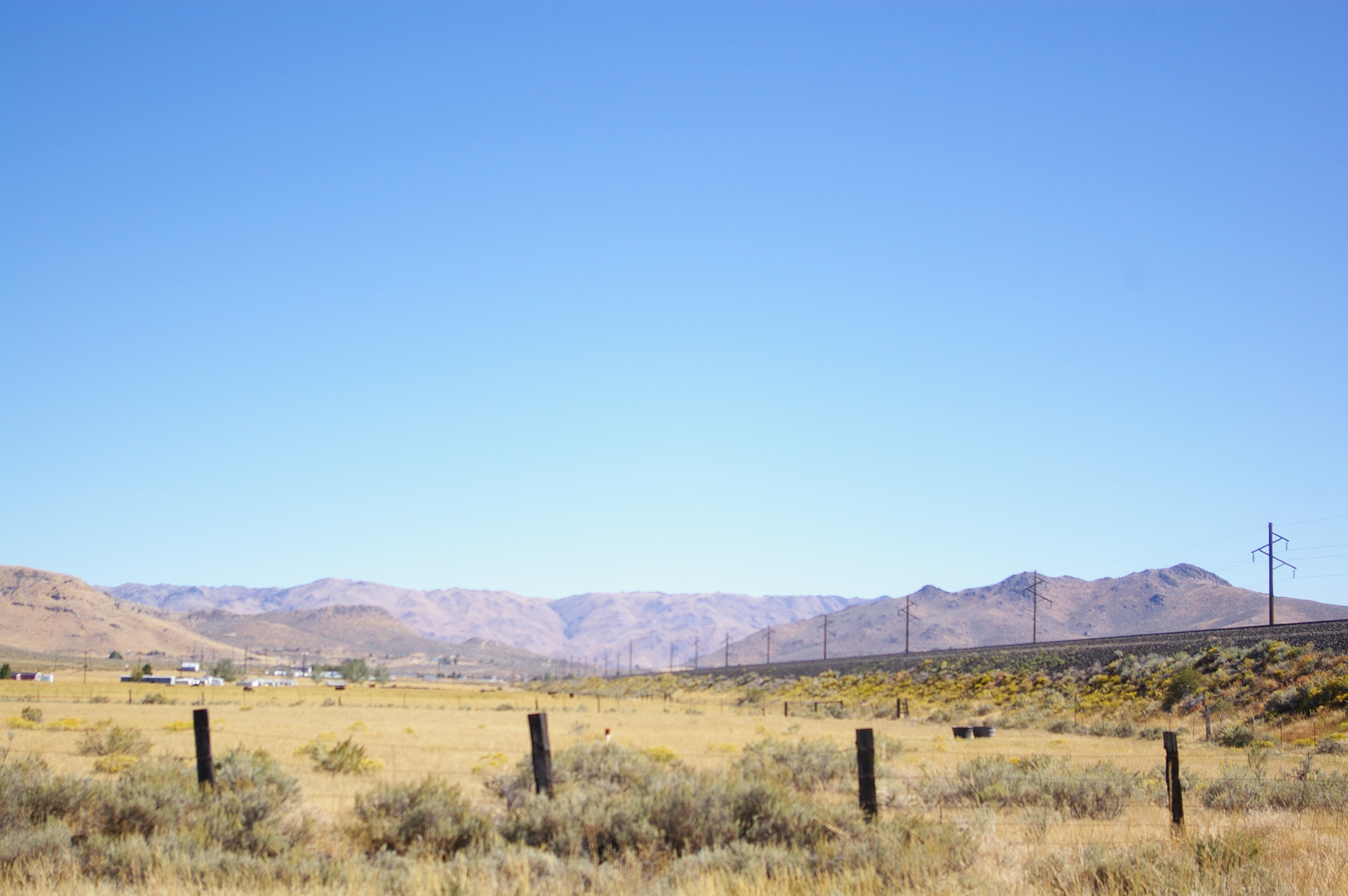
CA-70 bei Beckwourth